# Daily Mirror
The Daily Mirror, normalmente conhecido como simplesmente The Mirror, é um tablóide diário britânico, fundado em 1903. Durante alguns períodos em sua história (de 1985 a 1987 e de 1997 a 2002), The Mirror era o nome usado na capa.
O tabloide ganhou notoriedade em novembro de 2004 ao publicar uma edição cuja capa estampava o presidente reeleito dos Estados Unidos George W. Bush, com os dizeres: How can 59,054,087 people be so DUMB? ("Como 59,054,087 pessoas podem ser tão IDIOTAS?"). É proprietário do jornal escocês Daily Record, desde 1985.